# Svanshals socken
Svanshals socken i Östergötland ingick i Lysings härad, ingår sedan 1971 i Ödeshögs kommun och motsvarar från 2016 Svanshals distrikt.
Socknens areal är 43,23 kvadratkilometer, varav 30,76 land. År 2000 fanns här 262 invånare. Kyrkbyn Svanshals med sockenkyrkan Svanshals kyrka ligger i denna socken. 

## Administrativ historik
Svanshals socken har medeltida ursprung. 
Vid kommunreformen 1862 övergick socknens ansvar för de kyrkliga frågorna till Svanshals församling och för de borgerliga frågorna till Svanshals landskommun. Landskommunen inkorporerades 1952 i Alvastra landskommun som 1969 uppgick i Ödeshögs landskommun som sedan 1971 ombildades till Ödeshögs kommun. Församlingen uppgick 2006 i Ödeshögs församling.
1 januari 2016 inrättades distriktet Svanshals, med samma omfattning som församlingen hade 1999/2000.  
Socknen har tillhört samma fögderier och domsagor som Lysings härad.

## Geografi
Svanshals socken ligger omedelbart söder om Tåkern. Socknen är slättland med någon skog i sydost.

## Fornlämningar
Kända från socknen är boplatser från stenåldern, gravrösen från bronsåldern samt gravar och 10 kilometer stensträngar från järnåldern. En runristning är kända, vid Kvarntorp.

## Namnet
Namnet (1282 Svanshals) kommer från kyrkbyn. Namnet har troligen syftat på en udde i Tåkern som haft en form som en (svan)hals, eventuellt kan förleden svan tillagts separat.
Före 15 december 1916 skrevs namnet även Svanhals socken

### Fotnoter
1. 1 2  Svensk Uppslagsbok andra upplagan 1947–1955: Svanshals socken
2. 1 2  Harlén, Hans; Harlén Eivy (2003). Sverige från A till Ö: geografisk-historisk uppslagsbok. Stockholm: Kommentus. Libris 9337075. ISBN 91-7345-139-8
3. ↑  ”Församlingar”. Statistiska centralbyrån. https://www.scb.se/hitta-statistik/regional-statistik-och-kartor/regionala-indelningar/forsamlingar/. Läst 30 december 2022.
4. ↑  Administrativ historik för Svanshals socken (Klicka på församlingsposten). Källa: Nationella arkivdatabasen, Riksarkivet.
5. 1 2  Sjögren, Otto (1931). Sverige geografisk beskrivning del 2 Östergötlands, Jönköpings, Kronobergs, Kalmar och Gotlands län. Stockholm: Wahlström & Widstrand. Libris 9939
6. 1 2  Nationalencyklopedin
7. ↑  Fornlämningar, Statens historiska museum: Svanshals socken
8. ↑  Fornminnesregistret, Riksantikvarieämbetet: Svanshals socken Fornminnen i socknen erhålls på kartan genom att skriva in sockennamn (utan "socken") i "Ange geografiskt område"
9. ↑  Mats Wahlberg, red (2003). Svenskt ortnamnslexikon. Uppsala: Institutet för språk och folkminnen. Libris 8998039. ISBN 91-7229-020-X. https://isof.diva-portal.org/smash/get/diva2:1175717/FULLTEXT02.pdf